# Калум Чејмберс
Калум Чејмберс (енгл. Calum Chambers; 20. јануар 1995) енглески је фудбалер који игра на позицији одбрамбеног играча и наступа за Кардиф Сити.

## Клупска каријера
Био је члан омладинске школе Саутемптона десет година, а касније играо и за сениорски тим две сезоне, пре него што је потписао уговор са Арсеналом 28. јула 2014. године. Био је повремени првотимац у лондонском клубу, а онда је отишао на две позајмице, прво у Мидлсбро, а затим у Фулам. Након позајмица, вратио се у Арсенал и добром формом заслужио место у стартној постави. На утакмици против Челсија 29. децембра 2019. године доживео је повреду колена због које је морао да иде на операцију и паузу од неколико месеци.

## Репрезентативна каријера
За репрезентацију Енглеске одиграо је три утакмице.

## Успеси
Арсенал
- ФА Комјунити шилд: 2014.

Индивидуални
- Играч сезоне ФК Фулам: 2018/19.